# Sarles
Sarles is een plaats (city) in de Amerikaanse staat North Dakota, en valt bestuurlijk gezien onder Cavalier County en Towner County.

## Demografie
Bij de volkstelling in 2000 werd het aantal inwoners vastgesteld op 25.
In 2006 is het aantal inwoners door het United States Census Bureau geschat op 22, een daling van 3 (-12,0%).

## Geografie
Volgens het United States Census Bureau beslaat de plaats een oppervlakte van
0,7 km², geheel bestaande uit land. Sarles ligt op ongeveer 483 m boven zeeniveau.

## Plaatsen in de nabije omgeving
De onderstaande figuur toont nabijgelegen plaatsen in een straal van 32 km rond Sarles.